# Font de la Barbotera
La font de Barbotera és una font de Rellinars a la Serra de l'Obac

## Situació
La font de Barbotera és una de les surgències intermitents de la vessant Sud de la Serra de l'Obac. està situada dins d'una cova, gairebé en el desguàs de  torrent que porta el seu nom al municipi de Rellinars al Vallès Occidental. Està situat a 428 metres sobre el nivell del mar.  S'hi pot accedir pel camí de les Boades, un cop deixat el camí de la Saiola. Es localitza darrera d'una grevoleda amb galzeran i al damunt d'ella trobem l'avenc de les Barbotera.
Aquesta  font és troba dins del límit del Parc Natural de Sant Llorenç del Munt i l'Obac, creat el 1972. Des del 2000 també forma part de l'Inventari d'espais d'interès geològic de Catalunya (IEIGC) inventariat com espai d'interès geològic en el conjunt de la geozona Sant Llorenç del Munt i l'Obac, la qual forma part del parc natural majoritàriament.

## Descripció
La font està en una petita cova i passa moltes temporades seca, però després d'una època d'intenses pluges, treu una gran quantitat d'aigua a forta pressió. De totes les fonts intermitents de la contrada, la Barbotera és la que pot aconseguir un cabal de 227 litres per segon. Només la Saiola té un cabdal superior.
La font o surgència de la Barbotera està vinculada a l'avenc que porta el mateix nom al qual s'hi accedeix per un pou de 4,5 metres de profunditat i que té un recorregut de 118 metres.
El non de Barbotera ve d'un tros de terra anomenat Plana Barbota situat al terme de Rellinars i que era una possessió de l'església de Santa Maria de l'Estany i que fou adquirida per Jaume de Sala veí de Rellinars al 1292.